# Хикарильская война
Хикарильская война (англ. Jicarilla War) — вооружённый конфликт между Соединёнными Штатами и индейским народом хикарилья, происходивший на Юго-Западе США. Война началась в 1849 году, с нападения хикарилья, и их союзников ютов, на караван фургонов белых мигрантов. Это событие получило широкую огласку и во многом повлияло на предубеждение англоязычного населения против племени. Год спустя индейцы атаковали армейский почтовый караван и убили десятерых американцев. В марте 1854 года хикарилья столкнулись с отрядом американской армии в бою, в котором был убит их ведущий военный вождь. Они продолжили набеги на караваны переселенцев и поселения белых людей. После нескольких сражений с регулярными войсками США хикарилья и юты начали переговоры с губернатором территории Нью-Мексико Дэвидом Мериуэзером, закончившиеся мирным договором в сентябре 1855 года.